# Supermodelka

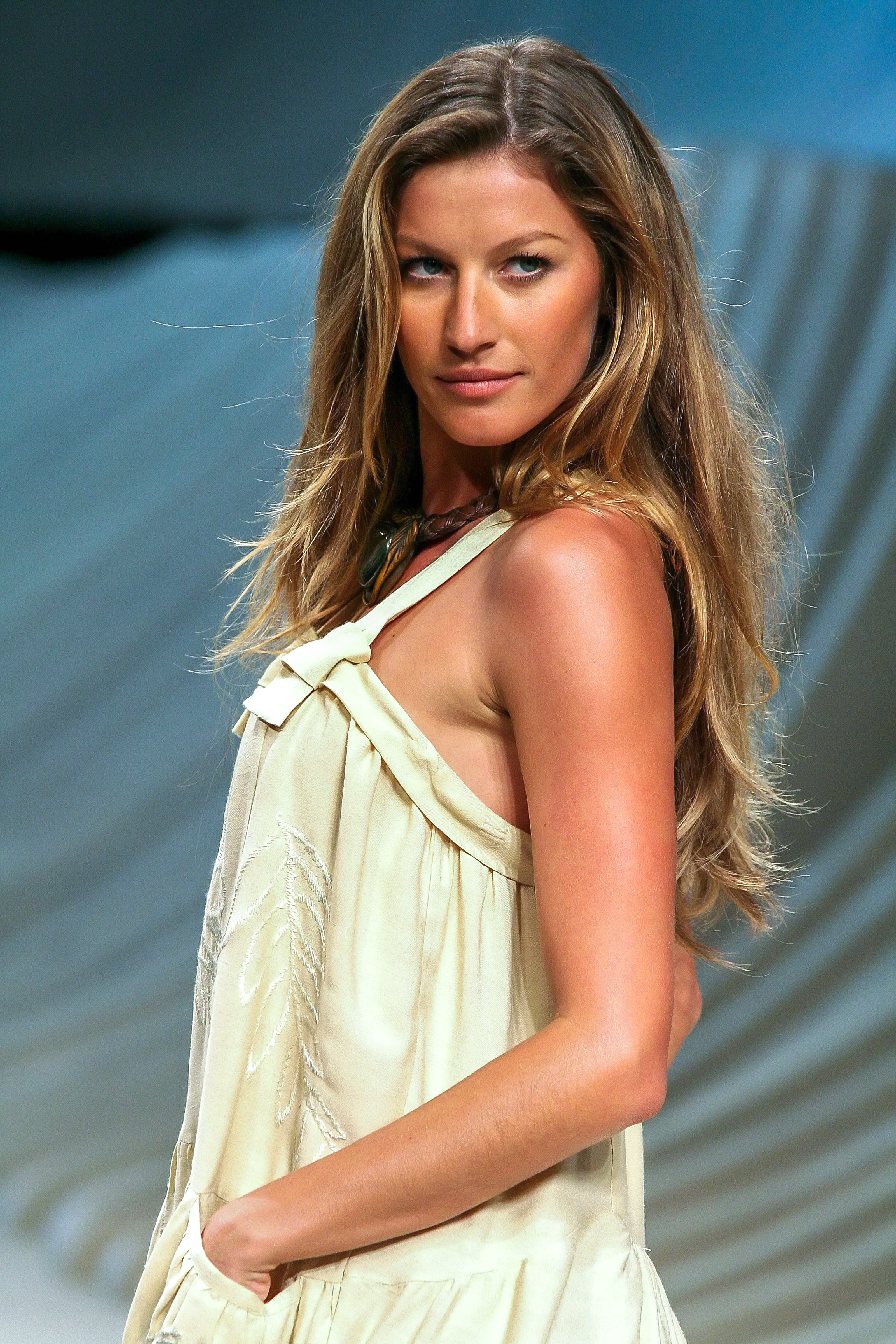
Gisele Bündchenová, nejlépe placená modelka v letech 2004–2015.

Supermodelka, také super-modelka, super modelka či topmodelka, je termín používaný pro vysoce placené modelky, obvykle proslavené na celém světě, které předvádějí modely haute couture, stejně tak i komerční značky. Termín se začal používat v pop kultuře 80. let 20. století. Supermodelky mají často pracovní smlouvy s předními módními návrháři a značkami, uzavřené na mnoho miliónů dolarů. Samy sebe vnímají jako všeobecně známé osoby a jejich celosvětová sláva je spojená s modelingovou kariérou. Objevují se na obalech řady časopisů, a naopak, na obalech řady časopisů se objevují supermodelky.
Claudia Schiffer prohlásila: „Aby se dívky staly supermodelkami a lidé je začali poznávat, musí se v jeden okamžik ukázat na všech obálkách časopisů po celém světě.“ Rozpoznání modelky podle křestního jména je dobrým znakem statusu supermodelky v módním průmyslu.

## Historie užití termínu

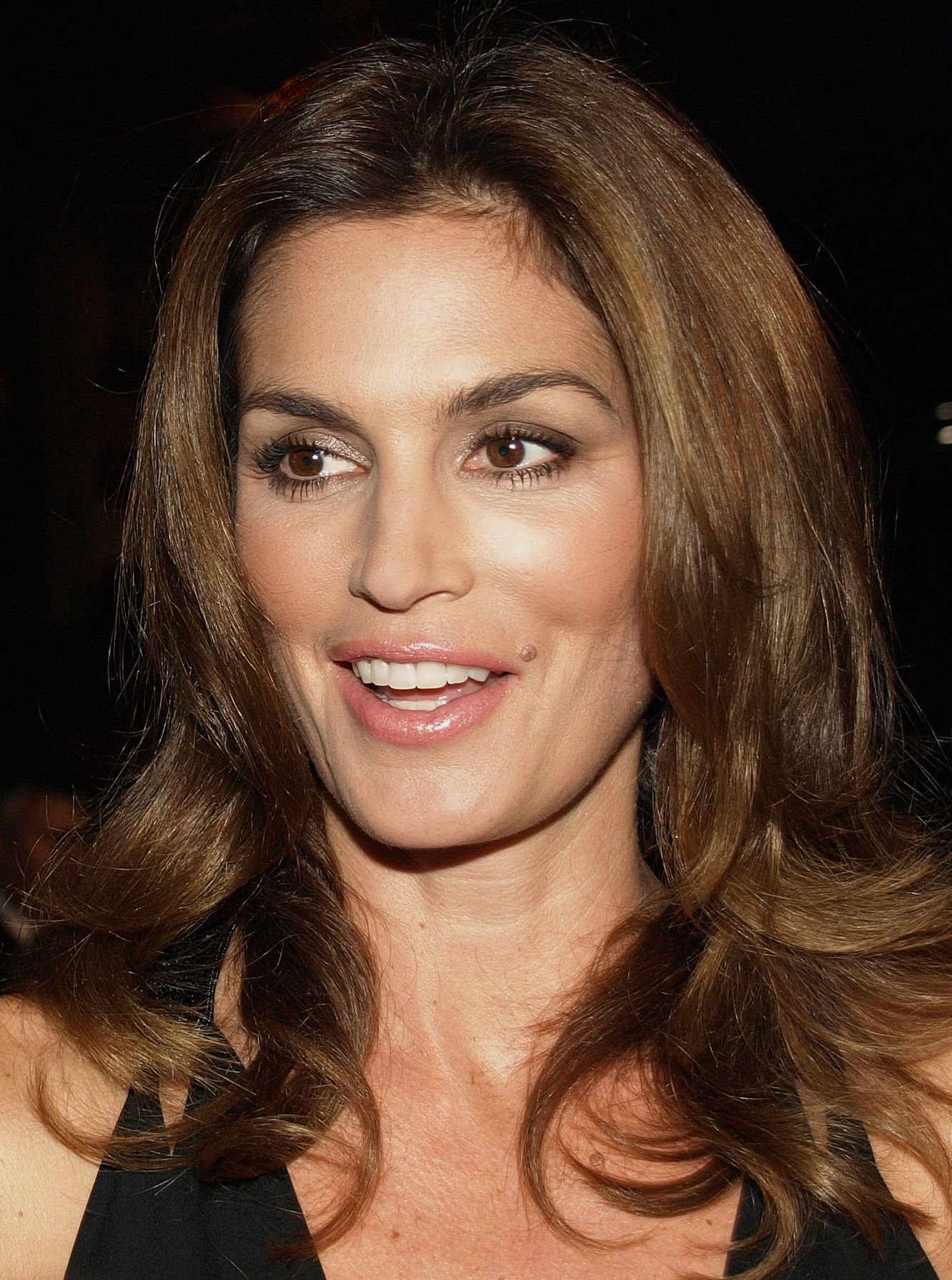
Cindy Crawford, 2009

Podle článku Model: The Ugly Business of Beautiful Women od Michaela Grosse, se první známé užití termínu supermodelka datuje k roku 1943, kdy jej uvedl agent Clyde Matthew Dessner v příručce o modelingu. Nicméně spisovatel Judith Cass použil tento termín již před Dessnerem v říjnu 1942, v článku časopisu Chicago Tribune nazvaném Super Models are Signed for Fashion Show.

### 60. a 70. léta
Termín byl poté několikrát použit médii také v 60. a 70. letech. Americký magazín Vogue jej například zveřejnil 1. září 1975 na obalu čísla s Margaux Hemingwayovou. Časopis Jet popsal Beverly Johnsonovou jako supermodelku 22. prosince 1977.
V roce 1968 článek v periodiku Glamour nazval osmnáct modelek včetně Twiggy, Cheryl Tiegsové, Wilhelminy, Veruschky, Jean Shrimptonové, Marisy Berensonové a Benedetty Barziniové za supermodelky.

### 80. léta
Na počátku 80. let se Inès de La Fressange stala první modelkou, která podepsala exkluzivní kontrakt na haute couture módního domu Chanel.
Od tohoto desetiletí začali módní návrháři používat termín v televizní reklamě a na billboardech. Modelky prezentující módu na molech jako Gia Carangiová, Cheryl Tiegsová, Carol Altová, Christie Brinkleyová, Kim Alexis, Pavlína Pořízková a Elle Macphersonová začaly ztotožňovat výrobky se svými tvářemi, jmény a osobnostmi.

### 90. léta
Od 90. let se supermodelky začaly více objevovat v rolích prominentek v médiích. Označení se stalo rovnocenné k pojmu superstar, což dokládalo, že jejich sláva vzešla přímo z osobnosti. Poskytovaly rozhovory, byly citovány v bulvárních médiích, staly se součástí nočních reklamních bloků, stejně tak přijímaly filmové role a za partnery si vybíraly bohaté hvězdy sportovního či filmového průmyslu.

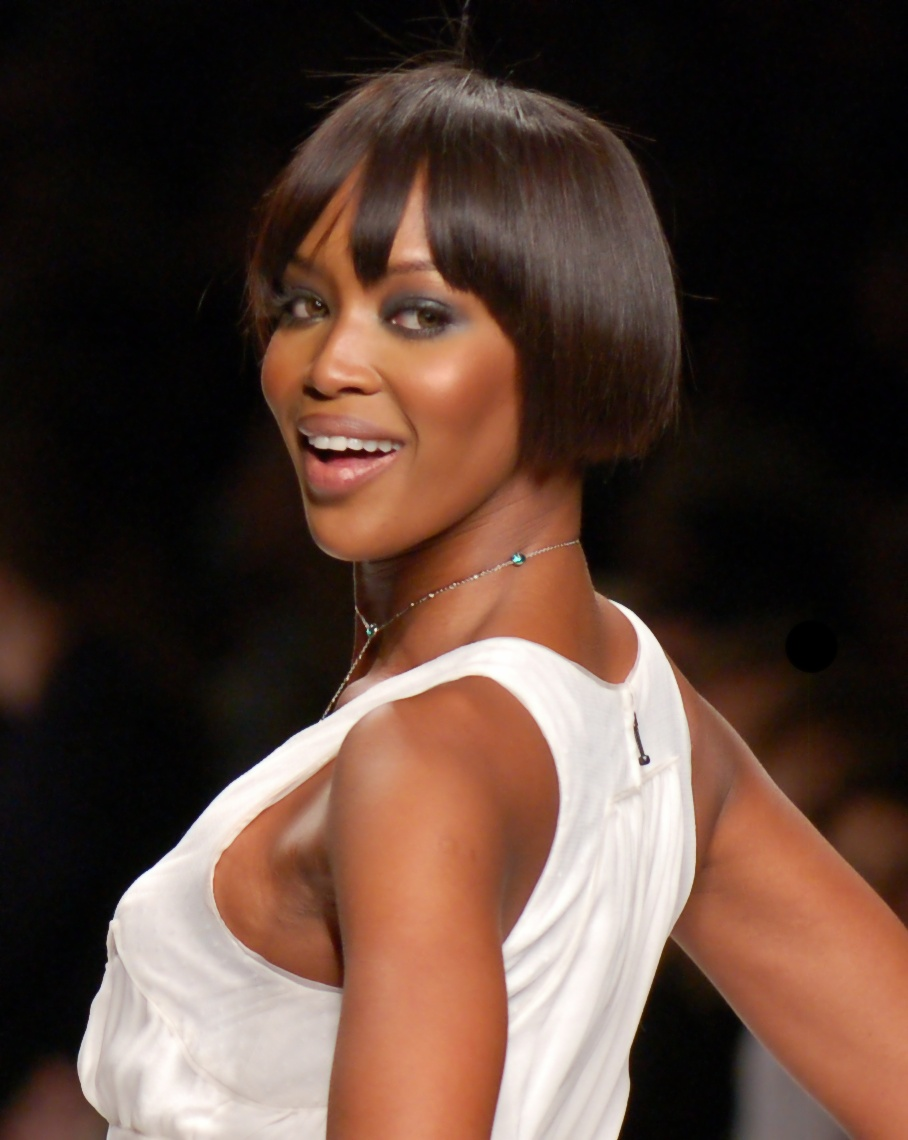
Naomi Campbell, květen 2007

Komentář Lindy Evangelisty pro časopis Vogue roku 1990, v němž uvedla „Nevzbudíme se za méně než 10 000 dolarů na den,“ se stal jedním z nejznámějších výroků historie modelingu. Rok 1990 začal lednovým číslem magazínu British Vogue, na jehož obalu bylo zachyceno pět nejvýraznějších modelek dané éry. Posléze těchto pět modelek obsadil zpěvák George Michael do svého videoklipu skladby Freedom! '90. Jednalo se o Naomi Campbellovou, Cindy Crawfordovou, Christy Turlingtonovou, Lindu Evangelistu a Tatjanu Patitzovou.
V roce 1991 podepsala Christy Turlingtonová smlouvu se společností Maybellene, která jí čtyři roky vyplácela 800 000 dolarů za pracovní úvazek dvanáct dní v roce. O čtyři léta později oznámila Claudia Schiffer, že ji kontrakty v módním odvětví vynesly 12 miliónů dolarů.
Do společnosti supermodelek se zařadily dvě nejžádanější osobnosti branže 90. let Claudia Schiffer a Kate Moss. Na konci desetiletí pak začaly supermodelky v kampaních a dalších aktivitách nahrazovat populární herečky, zpěvačky a celebrity showbyznysu.
Spoluvydavatel Vogue Charles Gandee prohlásil, že vysoké příjmy a vyzáblé postavy přispěly k úpadku supermodelek. Jak se modely stávaly méně nápadné, návrháři se začali obracet na všednější typy modelek, méně výrazné a krásné, aby dojem jejich osobnosti nepřebil samotný oděv. Většina představovaná americkými zástupkyněmi začala klesat a poměrné zastoupení mimoamerických modelek narozených v neanglicky mluvících státech se zvýšil, Přesto termín supermodelka zůstal dále zachován a používán v souvislosti s významnými modelkami jako Laetitia Casta, Eva Herzigová, Carla Bruniová, Tatiana Sorokko, Nadja Auermannová, Helena Christensenová, Adriana Karembeu, a Milla Jovovich.

### Od roku 2000

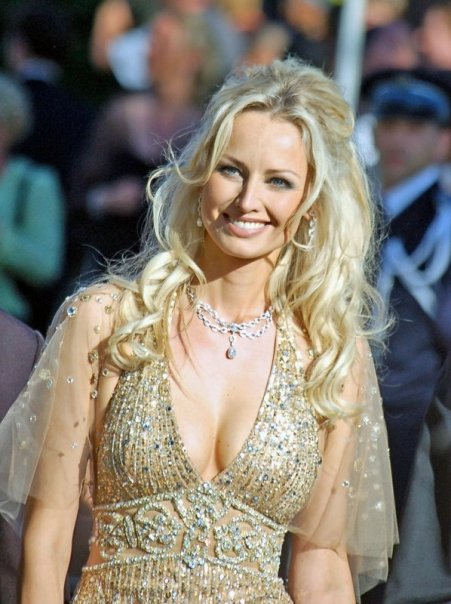
Adriana Sklenaříková-Karembeu, 2006

Na přelomu milénia se Gisele Bündchenová stala první brazilskou reprezentantkou v módním průmyslu, jež dosáhla všeobecné známosti. Opakovaně se objevila na obalu magazínu Vogue a její osobnost je spojována s koncem éry tzv. „heroinových modelek,“ vyzáblých dívek s bledou kůží, kruhy pod očima a vyčnívajími kostmi. Následovaly ji další Brazilky, které podepsaly kontrakt u Victoria's Secret jako Adriana Lima a Alessandra Ambrosio; avšak tato trojice nových supermodelek nebyla schopná tak snadno překročit hranici mezi světem modelingu a showbyznysem, televize, dialogy talkshow, jako anglicky hovořící dívky. Mezi nové celebrity, které se pravidelně objevovaly v médiích, se zařadily Heidi Klumová a Tyra Banksová, moderující pořady Project Runway a America's Next Top Model.
Navzdory nepříznivému trendu v modelingové branži, Victoria's Secret pokračovala ve vyhledávání mladých talentek, které zařadila do svého projektu Angels. Ten modelkám zajišťoval mnohaleté a mnohamiliónové smlouvy. Vedle již zmíněných dívek se v tomto programu uplatnily Karolína Kurková, Miranda Kerrová, Selita Ebanksová, Marisa Millerová a Candice Swanepoelová. Ačkoli Claudia Schifferová tvrdila, že jediná Bündchenová se svým výdělkem přiblížila ke statusu supermodelky, tak americká mutace Vogue v květnu 2007 vybrala deset modelek, jmenovitě Doutzen Kroesovou, Agyness Deynovou, Hilary Rhodovou, Raquel Zimmermannovou, Coco Rocha, Lily Donaldsonovou, Chanel Iman, Sašu Pivovarovovou, Caroline Trentiniovou a Jessicu Stamovou, a označila je za novou sklizeň supermodelek.
Další generace supermodelek získala přezdívku „Instagirls“ (Cara Delevingne, Karlie Kloss, Bella Hadid, Kendall Jenner, Gigi Hadid, Irina Shayk, Hailey Baldwinová, Candice Swanepoel, Saša Lussová, Barbara Palvinová, Taylor Marie Hillová, Emily Ratajkowski, Sara Sampaio, Behati Prinsloo a Joan Smallsová). Charakteristickým znakem se pro ně stal rozvoj osobnosti ve světě modelingu prostřednictvím sociálních sítí, což jim přineslo řadu sledovatelů (followerů). Zářijové vydání American Vogue 2014 přineslo některé z těchto dívek na obálce nasnímané Mariem Testinem.

## Kritika
Kritika supermodelek jako odvětví průmyslu je frekventovaná jak v tisku zaměřujícím se na modeling a módu, tak mimo něj. Předmětem výhrad se stal fakt, že se dívky snaží dosáhnout přijetí tohoto statusu za cenu nezdravého hubnutí, stejně tak došlo k obviňování z rasismu poté, co se vzorem krásy stal severoevropský typ dívek. Během 70. let se na módních molech vyskytovaly černé a těžší modelky různého původu, ale sociální změny proběhlé od té doby změnily poměry ve smyslu potlačení odlišnosti.
Bulvární média často používají termín supermodelka volně také u osob, které nedosáhly jejich skutečného statusu. Francouzská novinářka a bývalá modelka Geraldine Mailletová líčí s humorem a cynismem vzestup a pád supermodelek v knize Presque Top Model.